# The bestia
The bestia è il 33° album discografico di Brigantony, pubblicato nel 1998.

## Tracce
1. Manuela / Pensami / Se mi lasci non vale – 5:27
2. Cuccatu a mia mi roli – 3:10
3. A sausizza – 3:08
4. Ceuso rock – 2:35
5. Pi npilu – 4:12
6. Lucia – 2:44
7. Blues no stop cambiali – 3:56
8. Non ci rumpiri u cruscottu – 3:12
9. Na vota ni lavaumu nta pila – 4:05
10. Si ficiunu i ficu – 4:35
11. Tutti ca fumunu – 3:05
12. La sorpresa – 2:51